# Moussa Hassane Barazé
Moussa Hassane Barazé (* 7. Mai 1968 in Niamey; auch Moussa Hassan Barazé) ist ein nigrischer Manager und Politiker.

## Leben
Moussa Hassane Barazé arbeitete in leitender Funktion für verschiedene Unternehmen in Niger. Zuletzt war er Generaldirektor des Bergbauunternehmens Société des Mines du Liptako (SML) und, bis 2016, Generaldirektor der Baugesellschaft Société Nigérienne d’Urbanisme et de Construction Immobilière (SONUCI).
Hassane Barazé engagierte sich politisch in der Partei Nigrische Allianz für Demokratie und Fortschritt (ANDP-Zaman Lahiya). Er wurde am 11. April 2016 Minister in der Regierung von Staatspräsident Mahamadou Issoufou von der Nigrischen Partei für Demokratie und Sozialismus (PNDS-Tarayya), zunächst mit den Ressorts Bergbau und Industrie und ab 19. Oktober 2016 nur mit dem Ressort Bergbau. Er ließ die erst 2014 entdeckten Goldminen von Djado 2017 aus Sicherheitsgründen schließen. Am 8. September 2018 wurde Hassane Barazé als Nachfolger des verstorbenen Moussa Moumouni Djermakoye zum Parteivorsitzenden der ANDP-Zaman Lahiya gewählt. Er schied am 4. Dezember 2020 aus der Regierung aus, um als Kandidat der ANDP-Zaman Lahiya bei den Präsidentschaftswahlen am 27. Dezember 2020 anzutreten. Mit 2,4 % der Stimmen wurde er Achter von dreißig Kandidaten. Der Wahlsieger Mohamed Bazoum (PNDS-Tarayya) ernannte ihn in seiner am 7. April 2021 gebildeten Regierung zum Minister für Post und neue Informationstechnologien. Bazoums Regierung wurde beim Militärputsch am 26. Juli 2023 abgesetzt. In der vom neuen Machthaber Abdourahamane Tiani am 9. August 2023 ernannten Regierung wurde Sidi Mohamed Raliou Minister für Kommunikation, Post und digitale Wirtschaft und übernahm damit Barazés Ressorts.
Moussa Hassane Barazé ist verheiratet und hat drei Kinder.